# 絶対零度 (なとりの曲)
「絶対零度」（ぜったいれいど）は、日本のシンガーソングライター・なとりの楽曲。2024年4月8日に各音楽配信サービスにて先行リリースされ、同年5月22日に期間生産限定盤としてリリースされた。

## 規格・収録曲

### CD
規格は期間生産限定盤となっており、コミックタイプスペシャルパッケージに8センチCDとブックレット、ステッカーが収録されている仕様となっている。
| #         | タイトル     | 作詞      | 作曲      | 編曲         | 時間  |
| --------- | ------------ | --------- | --------- | ------------ | ----- |
| 1.        | 「絶対零度」 | なとり    | なとり    | なとり、じん | 03:18 |
| 2.        | 「聖者たち」 | なとり    | なとり    | なとり       | 02:13 |
| 合計時間: | 合計時間:    | 合計時間: | 合計時間: | 合計時間:    | 5:31  |

### 配信限定シングル
4月8日に先行配信された。
| #         | タイトル     | 作詞      | 作曲      | 時間  |
| --------- | ------------ | --------- | --------- | ----- |
| 1.        | 「絶対零度」 | なとり    | なとり    | 03:18 |
| 合計時間: | 合計時間:    | 合計時間: | 合計時間: | 3:18  |